# Otto Güthling
 August Heinrich Otto Güthling (* 23. Februar 1853 in Minden; † 4. August 1931 in Breslau) war ein deutscher Klassischer Philologe und Gymnasiallehrer. Er ist als Übersetzer zahlreicher Werke antiker Autoren in Reclams Universal-Bibliothek sowie als Herausgeber von Wörterbüchern bekannt.

## Leben und Werk
Otto Güthling war der ältere Sohn des nachmaligen Gymnasialdirektors Carl Eduard Güthling (1824–1895). Er wuchs zunächst in Minden auf, wo sein Vater Oberlehrer war, später in Bunzlau (1862–1865), Lauban (1865–1867) und Liegnitz (ab 1867), wo sein Vater Oberlehrer beziehungsweise Direktor wurde. Otto Güthling besuchte von 1863 bis 1871 die dortigen Gymnasien. Nach der Reifeprüfung am 15. Februar 1871 studierte er Klassische Philologie, Germanistik und Philosophie an der Universität Göttingen, wo er Vorlesungen und Übungen bei Ernst von Leutsch, Hermann Lotze, Albrecht Ritschl, Hermann Sauppe und Kurt Wachsmuth besuchte. Dort wurde er 1871 Mitglied im Göttinger Wingolf. Am 8. Mai 1875 bestand Güthling die Lehramtsprüfung in den Fächern Latein und Griechisch für die Untersekunda, in Religion für die Quarta. Er arbeitete ab dem 8. April 1875 als Probekandidat am Liegnitzer Gymnasium. Am 24. April 1876 wurde er zum außeretatsmäßigen Hilfslehrer ernannt.
Güthling arbeitete während dieser Zeit intensiv an seiner akademischen und schulischen Qualifikation. Am 2. März erwarb er in einer Ergänzungsprüfung in Breslau die Lehrberechtigung in Latein und Griechisch für die Obersekunda und in Deutsch für die Quarta. Damit hatte er die Anstellungsfähigkeit im preußischen Schuldienst erreicht. Am 31. August 1877 wurde Güthling außerdem an der Universität Rostock mit einer Dissertation über Vergils Aeneis zum Dr. phil. promoviert.
Zum 1. Oktober 1877 wurde Güthling als ordentlicher Lehrer am Progymnasium in Gartz an der Oder angestellt. In zwei weiteren Ergänzungsprüfungen erwarb er die Lehrberechtigung in Religion für die Untersekunda (20. Dezember 1878) sowie in Latein und Griechisch für die Oberprima (2. Juli 1880). Zum 1. Oktober 1884 kehrte Otto Güthling an das Gymnasium in Liegnitz zurück, wo sein Vater immer noch Schulleiter war. Dessen Nachfolger wurde 1889 Wilhelm Gemoll. Otto Güthling verbrachte seine weitere Laufbahn ununterbrochen in Liegnitz und erhielt im Lauf der Jahre reiche Anerkennung: Am 1. April 1891 wurde er zum Oberlehrer befördert, am 18. Dezember 1894 zum Gymnasialprofessor ernannt und am 2. Dezember 1898 in den Rang der Räte II. Klasse aufgenommen. Zum 30. September 1909 erhielt er den Roten Adlerorden 4. Klasse. Zum 1. Juli 1912 trat er in den Ruhestand.
In Liegnitz fand Güthling neben dem Unterricht Gelegenheit zu wissenschaftlicher Arbeit. Für den Teubner-Verlag beteiligte er sich an der Ovid-Ausgabe von Heinrich Stephan Sedlmayer und Anton Zingerle, deren dritten Band er 1884 herausgab; desgleichen erstellte er eine Vergil-Ausgabe (1886). Im Auftrag des Reclam-Verlags (Reclams Universal-Bibliothek) gab Güthling ab den 1880er Jahren zahlreiche Übersetzungen griechischer und römischer Autoren heraus, teils in eigener Übersetzung, teils als Bearbeitung einer älteren. Dazu zählten Schriften der attischen Redner Lykurg und Isokrates, der Historiker Herodot, Xenophon und Thukydides, der Tragiker Aischylos und Sophokles, des Philosophen Platon, des Fachschriftstellers Xenophon und des Sophisten Plutarch sowie der römischen Dichter Terenz, Lukrez und Vergil und der Historiker Titus Livius, Cornelius Nepos und Tacitus.
Güthlings Name ist in besonderer Weise mit den Wörterbüchern verbunden, die er herausgegeben hat. Sein erstes Projekt in dieser Hinsicht war die Neubearbeitung eines Lexikons zu Xenophons Memorabilien (1896, 3. Auflage). Vom Verlag Langenscheidt in Berlin erhielt er den Auftrag, zusammen mit Hermann Menge Wörterbücher der griechischen und lateinischen Sprache zu erstellen. Während Menge das Griechisch-Deutsche und Lateinisch-Deutsche Wörterbuch bearbeitete, übernahm Güthling den Deutsch-Griechischen und Deutsch-Lateinischen Teil. Menge und Güthling erstellten ein Taschenwörterbuch und zwei Großwörterbücher, die noch lange nach ihrem ersten Erscheinen in Gebrauch blieben und nach ihren Bearbeitern unter dem Namen „Menge-Güthling“ bekannt sind.

## Schriften (Auswahl)
- Adnotationes ad Vergilii Aeneidem. Liegnitz 1877 (Rostocker Dissertation) BSB München[2]
- P. Ovidii Nasonis Fasti, Tristium libri, Ibis, Epistulae ex Ponto, Halieutica, Fragmenta. Leipzig 1884 (P. Ovidi Nasonis opera ediderunt H. St. Sedlmayer; A. Zingerle; O. Güthling. Band 3)
- Curae Vergilianae. Liegnitz 1886 (Schulprogramm)
- P. Vergili Maronis Bucolica, Georgica, Aeneis. Recognovit Otto Güthling. Zwei Bände, Leipzig 1886
- Xenophons Agesilaos für den Schulgebrauch erklärt. Leipzig 1888
- Erklärende Anmerkungen zu Arrians Cynegeticus. Liegnitz 1902 (Schulprogramm)
- Vergils Aeneide: Textausgabe für den Schulgebrauch. Leipzig/Berlin 1905
- Schlesische Kirchenliederdichter. Liegnitz 1908 (Schulprogramm)
- Langenscheidt’s Großwörterbuch der griechischen und deutschen Sprache. Teil 2: Deutsch–Griechisch. Berlin 1910. 5. Auflage, Berlin 1968
- Langenscheidt’s Taschenwörterbuch der griechischen und deutschen Sprache. Teil 2: Deutsch–Griechisch. Berlin 1911. 25. Auflage, Berlin 1969
- Langenscheidt’s Großwörterbuch der lateinischen und deutschen Sprache. Teil 2: Deutsch–Lateinisch. Berlin 1918. 14. Auflage, Berlin 1985
- Zitatenschatz aus Sophokles und Euripides. Berlin 1922

Herausgeberschaft
- Die Geschichten des Herodotos. Übersetzt von Friedrich Lange. Neu herausgegeben von Dr. Otto Güthling. Leipzig: Reclam, o. J. Zwei Bände (= RUB 2201–2203/2204–2206). (PDF; 20,76 MB)
- Gottlob Christian Crusius, Georg Aenotheus Koch: Vollständiges Wörterbuch zu Xenophons Memorabilien. Dritte Auflage, Hannover 1896. Nachdruck Hildesheim 1969
- zahlreiche Übersetzungen in Reclams Universal-Bibliothek